# Берелет Володимир Ілліч
Волод́имир Ілл́іч Берел́ет (нар. 18 лютого 1946, Новоолександрівка, Дніпропетровська область) — український актор. Заслужений артист УРСР (1985).

## Життєпис
Володимир Берелет народився 18 лютого 1946 в селі Новоолександрівка Дніпропетровської області.
1967 року закінчив Дніпропетровське театральне училище (викладач — Д. Лазуренко), 1983 року — Інститут театрального мистецтва у Москві (викладач — Г. Топчієв).
Працював у Сумському театрі драми та музичної комедії імені М. Щепкіна у 1967—1970 та 1972–90 роках, Криворізькому театрі драми та музичної комедії імені Т. Шевченка з 1970 по 1972 рік. В Сумському театрі артист познайомився з майбутньою дружиною Лілією.
1991 року родина Берелетів переїхала до Житомира. Там Володимир Ілліч з 1991 по 2001 рік процював у Житомирському українському музично-драматичному театрі імені І. Кочерги. Одночасно у 1994—2000 роках разом з дружиною були ведучими музичної розважальної передачі «Здоровенькі були» на Житомирському обласному телебаченні. Від 2002 року — директор програм, старший режисер, ведучий жарт-клубу «Побрехеньки» Житомирської обласної державної телерадіокомпанії.
2019 року змінив напрямок роботи і пішов у викладачі — працює у Житомирському державному університеті імені Івана Франка, де викладає сценічну майстерність й інші предмети, потрібні акторам. Продовжує грати на сцені Бердичівського музично-драматичного театру.

## Ролі
Володимир Берелет створив більше 100 сценічних образів. Завдяки тому, що має голос, грав переважно головні ролі.
Основні ролі: Семен («Дай серцю волю, заведе в неволю» М. Кропивницького), Дмитро («Ясні зорі» Б. Грінченка), Василь («Душогуби» І. Тогобочного), Денис, Левко («Маруся Богуславка», «Майська ніч» М. Старицького), Андрій («Запорожець за Дунаєм» С. Гулака-Артемовського), Петро, Микола («Наталка Полтавка» І. Котляревського), Юхан («Сцени з подружнього життя» І. Берґмана), Сірано де Бержерак («Сірано» М. Пождакова), Едвін, Раджамі («Сільва», «Баядера» І. Кальмана), Беня («Биндюжник і король» за п'єсою І. Бабеля «Занепад»), Довгоносик («І сміх, і гріх» за мотивами п'єси О. Корнійчука «В степах України»).

## Родина
- Дружина — Берелет Лілія Ігорівна, актриса. Заслужений артист України (1997).
- Син — Берелет Володимир Володимирович, актор. Заслужений артист України (2009).